# Ophiuraster symmetricus
Ophiuraster symmetricus är en ormstjärneart som beskrevs av Fell 1958. Ophiuraster symmetricus ingår i släktet Ophiuraster och familjen fransormstjärnor. Inga underarter finns listade i Catalogue of Life.